# Korskupolkyrka

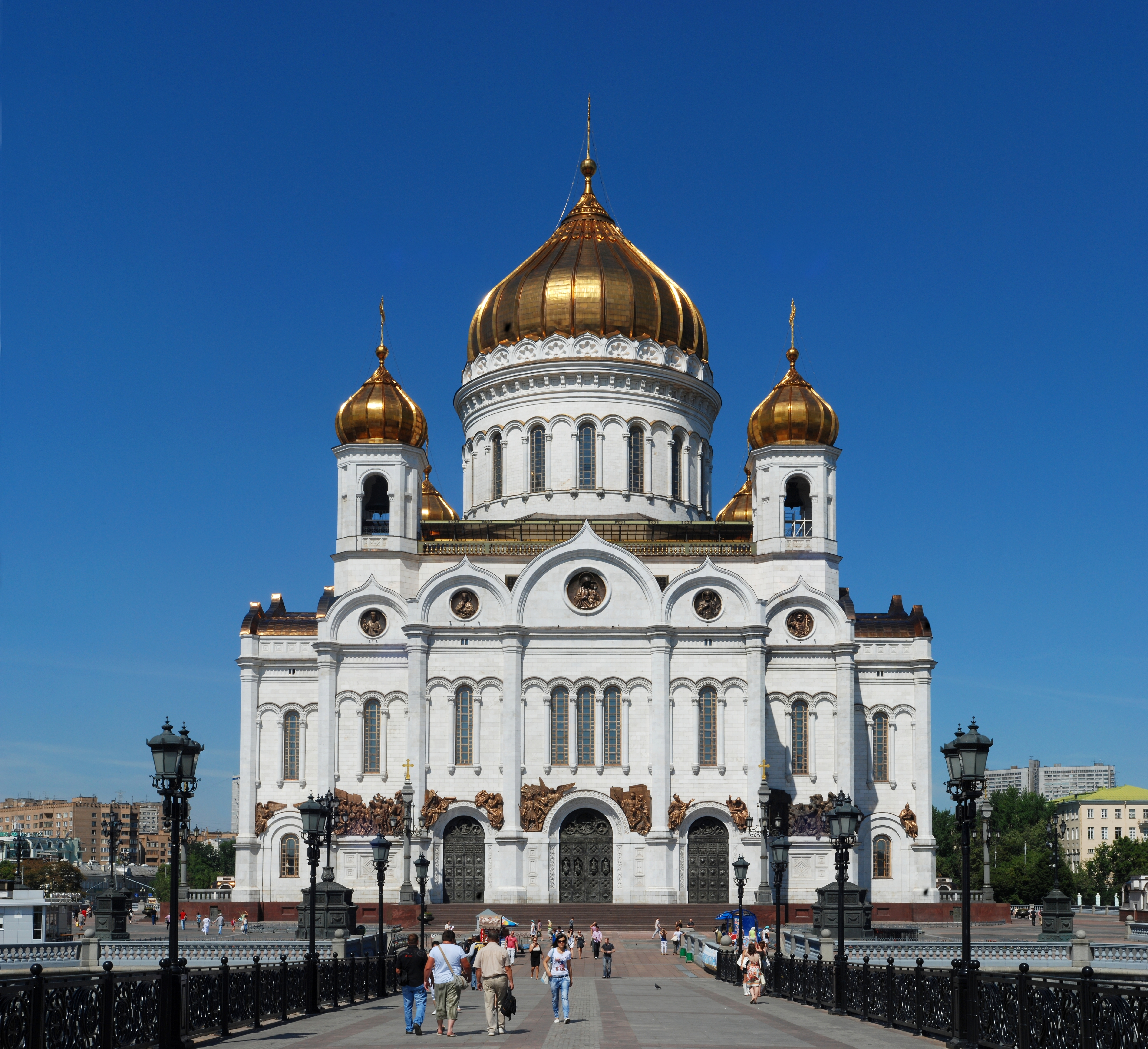
Kristus Frälsarens katedral i Moskva, Ryssland.

Korskupolkyrka är en typ av kyrkobyggnad med en grundplan av fyra lika långa korsarmar i form av ett grekiskt kors.

## Historia
Under 500-talet blev korskyrkotypen vanlig i det Bysantinska riket. Ofta uppfördes en kupol i korsarmarnas mitt, ibland även över sidotornen. Korskupolkyrkotypen levde vidare i grekisk-ortodox och rysk-ortodox kyrkoarkitektur. I Västeuropa förekommer kyrkotypen under renässansens och nyantikens arkitektur.

## Exempel på korskupolkyrkor

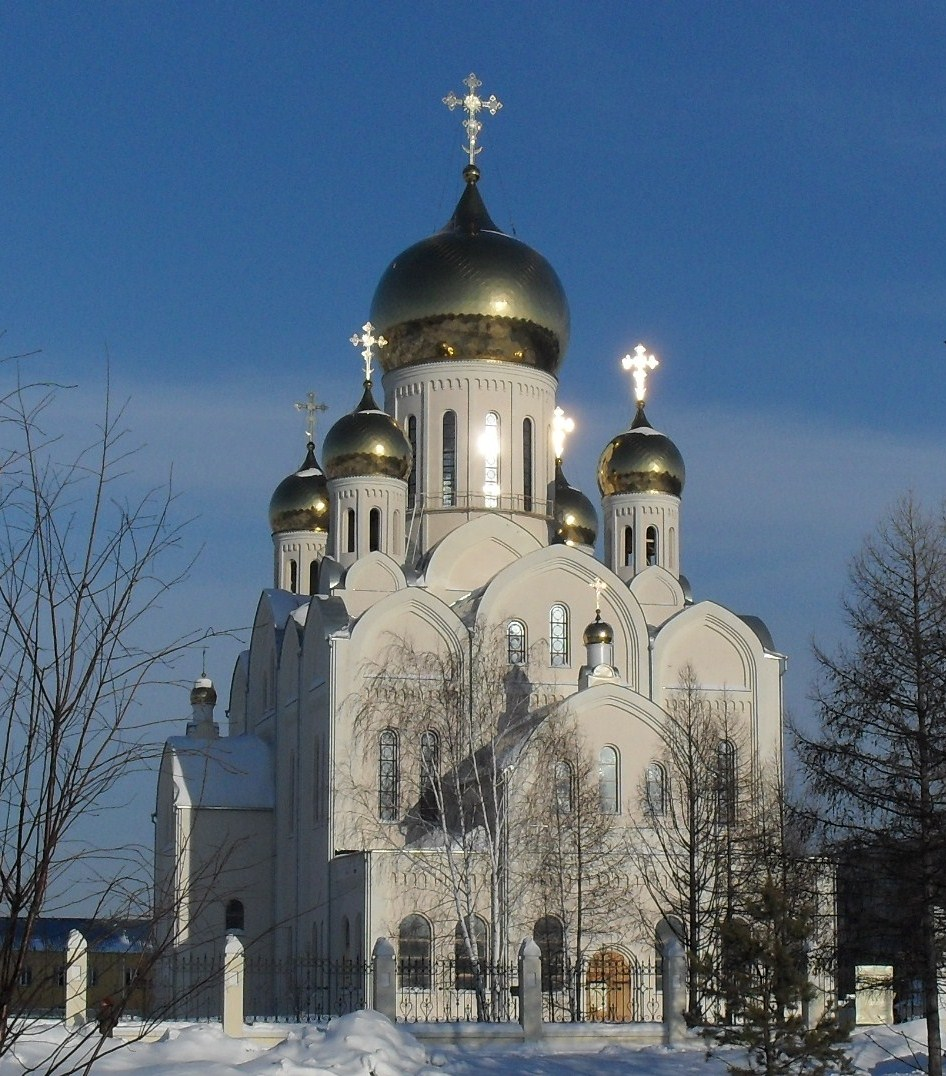
Treenighetskatedralen i Novosibirsk, Ryssland.
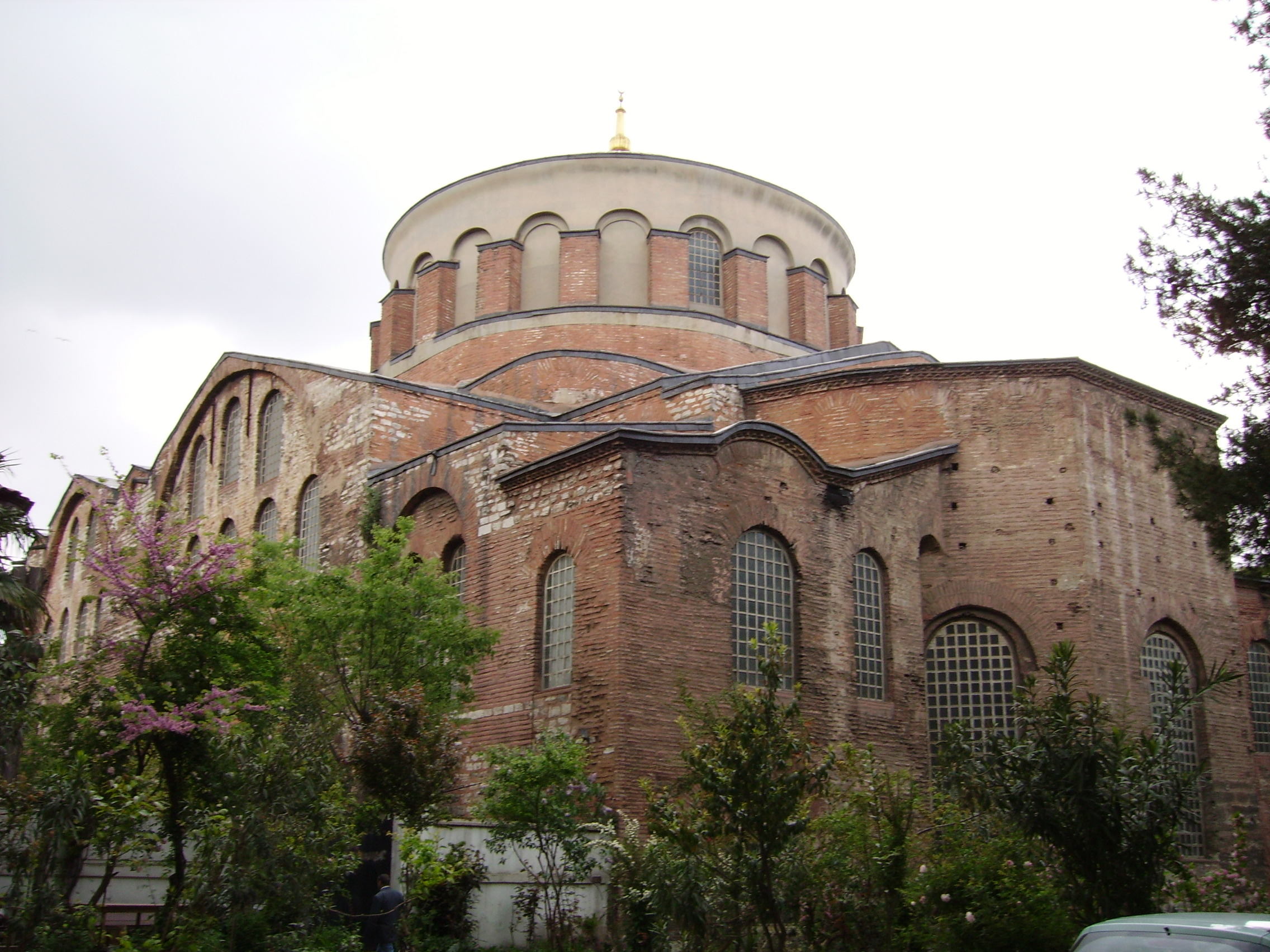
Hagia Eirene i Istanbul, Turkiet.
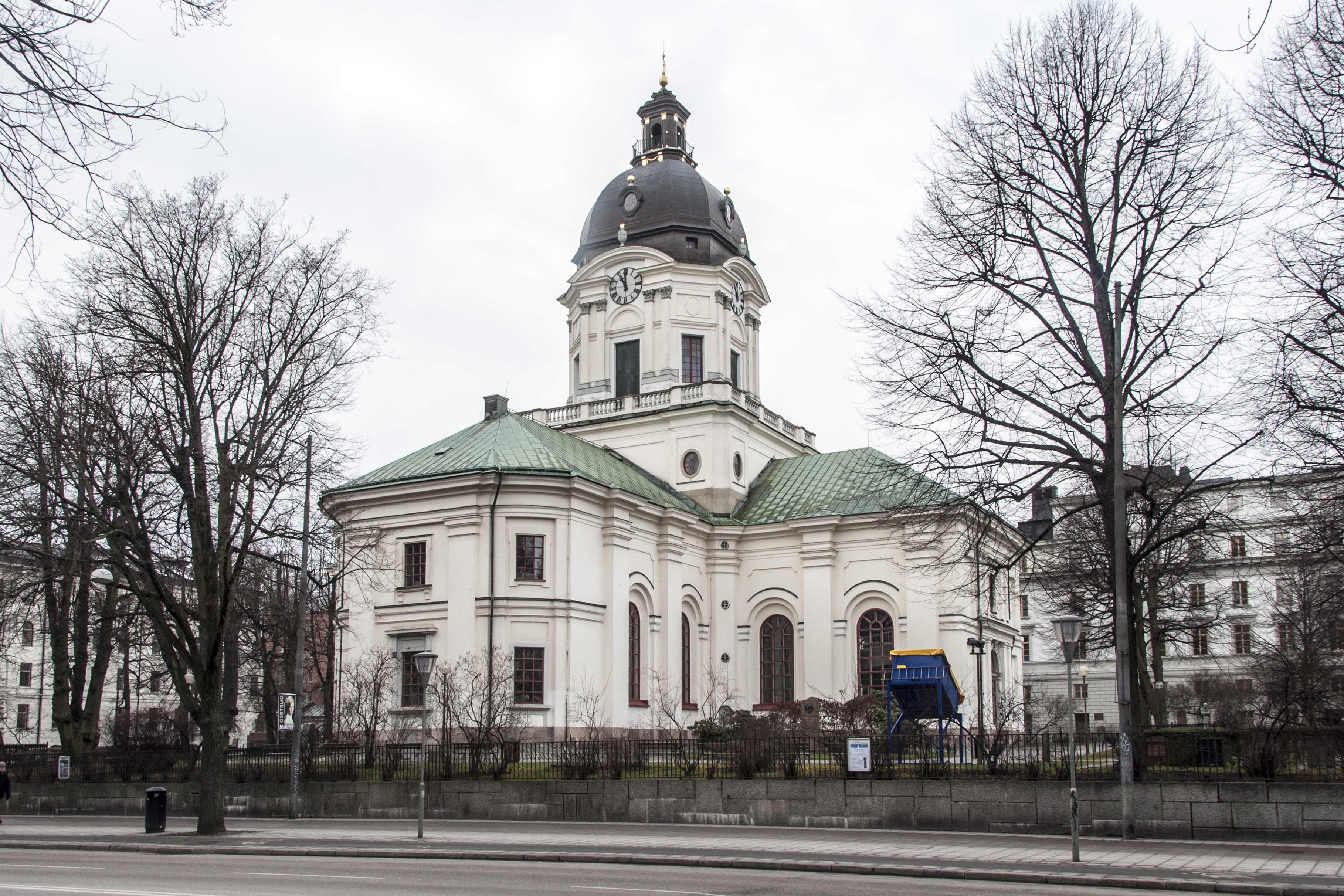
Adolf Fredriks kyrka i Stockholm.
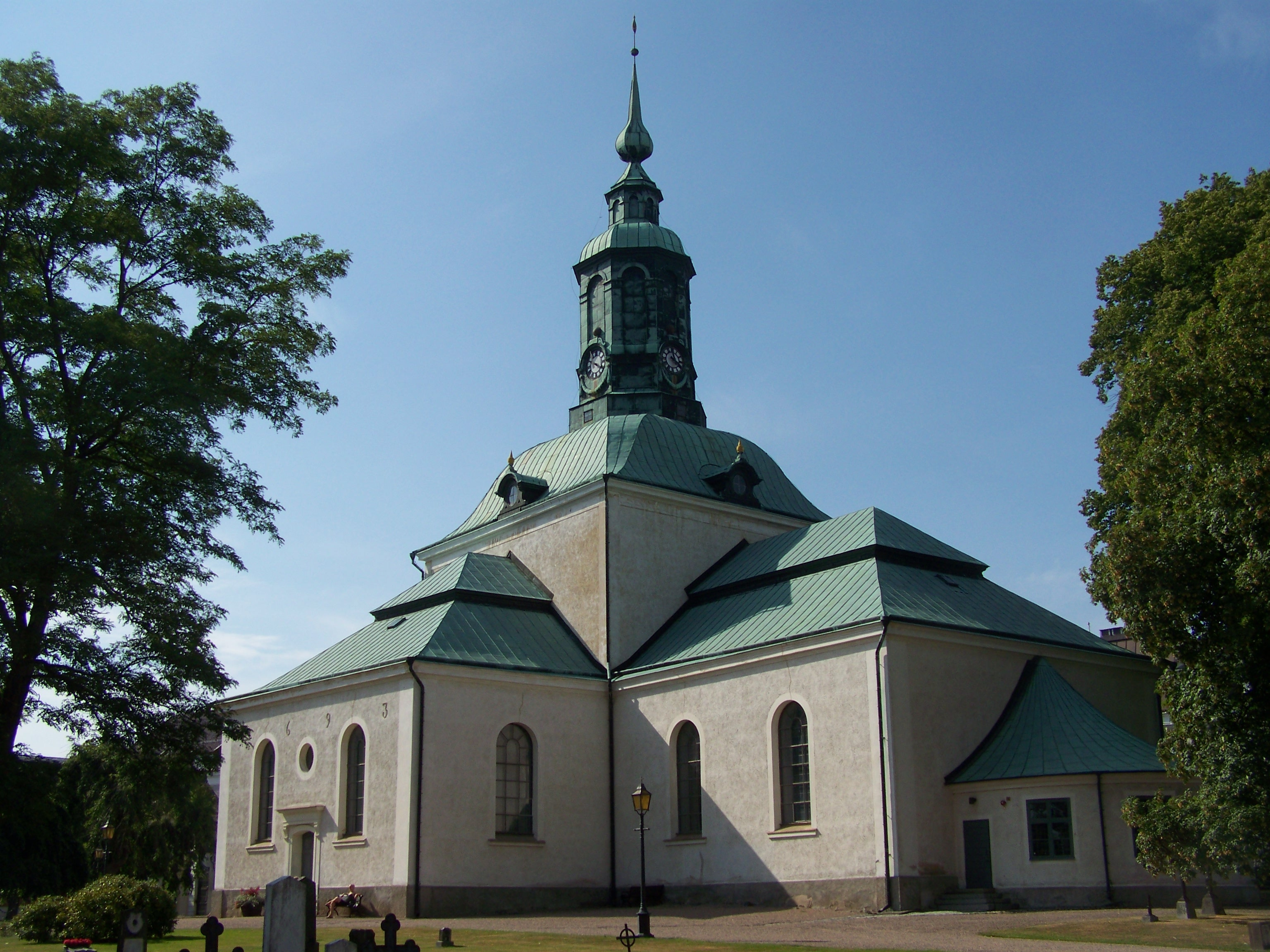
Carl Gustafs kyrka i Karlshamn.